# Robert for årets korte tv-serie
Robert for årets korte tv-serie er en pris, der uddeles af Danmarks Film Akademi ved den årlige Robertfest. Prisen er blevet uddelt siden 2014.

## Prisvindere

### 2010'erne
| År   | Tv-serie           | Producent  | Hovedforfatter                           | Instruktør       |
| ---- | ------------------ | ---------- | ---------------------------------------- | ---------------- |
| 2014 | Rytteriet II       | DR         | Rasmus Botoft, Martin Buch, Peter Harton | Peter Harton     |
| 2015 | Tidsrejsen         | DR         | Poul Berg                                | Kaspar Munk      |
| 2016 | Ditte og Louise    | DR         | Ditte Hansen, Louise Mieritz             | Niclas Bendixen  |
| 2017 | Ditte og Louise II | DR         | Ditte Hansen, Louise Mieritz             | Niclas Bendixen  |
| 2018 | Tinkas juleeventyr | Cosmo Film | Flemming Klem                            | Mogens Hagedorn  |
| 2019 | Doggystyle         | DR         | Anna Emma Haudal                         | Anna Emma Haudal |